# 堂邑郡 (西晋)
堂邑郡，中国晋朝时设置的郡。
西晋惠帝时置，治所在堂邑县（今江苏省南京市六合区北）。辖境相当今江苏省南京市六合区、安徽省天长市西部地。东晋安帝时改为秦郡。